# Paraleprodera flavoplagiata
Paraleprodera flavoplagiata là một loài bọ cánh cứng trong họ Cerambycidae.